# زوفا (نبات)
الزُّوفا أو الزُّوفَى أو أسنان داود (الاسم العلمي: Hyssopus) (بالإنجليزية: Hyssop)‏ هي جنس من النباتات يتبع الفصيلة الشفوية من رتبة الشفويات. موطنه الأصلي حوض البحر الأبيض المتوسط. يكثر في الأراضي الكلسية المشمسة.بعتبر أحد أنواع النباتات التي تنمو في المستنقعات المالحة في أماكن كثيرة من العالم.

## الوصف النباتي
هو عشبة حولية أو معمرة يبلغ ارتفاعها نحو 50 سم كثيرة الفروع، عطرية الرائحة، أوراقها حرابية الشكل مجعدة متقابلة وغير مسننة وصغيرة تشبه الحراشف. الأزهار متجمعة تزهر على جانب واحد من الرأس بين شهري حزيران وآب أزهاراً صغيرة نيلية اللون ونادراً بيضاء أو حمراء والزهرة لها شفتان مع أنبوب طويل وهي دقيقة الطرف تنمو على شكل مجاميع ثلاثية عند المفاصل. ولنبتة الزوفا ساق عقدية خضراء ممتلئة بدون قشرة، ويصبح لونها أحمر أو أرجوانيا في فصل الخريف.

## استعمالاته
تُستعمل الأجزاء الهوائية من النبات. يعرف عن هذا العشب تخفيفه للاحتقان وخفضه لضغط الدم المرتفع بالإضافة إلى قدرته على طرد الغازات. كما أنه يستخدم لتسكين آلام المغص وكذلك لعلاج الأمساك. يجدر بالذكر أن عطر الزوفا مضاد للصرع.
بعد تجفيفه وسحقه حيث يؤخذ ملء ملعقة من مسحوق النبات ويوضع على ملء كوب ماء مغلي ثم يترك لمدة عشر دقائق ثم يُصفى ويشرب بعد الوجبات.
ويمكن أن يستعمل نبات الأشنان غذاءً للإنسان حيث يأكل سكان بعض الأقطار الأشنان، ويمكن تخليل الأشنان الأسترالية المسماة سولاند، كما تصلح براعم أشنان المستنقعات الأوروبية للتخليل أيضا. تؤكل السيقان الممتلئة بالطريقة التي يؤكل بها السبانخ. وتحتوي الأشنان على كميات كبيرة من كربونات البوتاسيوم.

## في المسيحية واليهودية
يظهر في الكتاب المقدس أن نبات الزوفا استعمل استعمالات متنوعة فمثلا استعمل للتطهير من البرص (لا 14: 4 و6) ومن الخطيئة (مز 51: 7)  ومن الأوبئة (لا 14: 49 و51) وللطهارة الطقسية (عد 19: 6 و18) ونلاحظ ان المرنم دواد النبي الملك صلى قائلا «انضح عليَّ بزوفاك فأطهر». كما استعمل أيضا واسطة لرش الدم (خر 12: 22  وعب 9: 19)  فأنه كان يستخدم في شكل حزم صغيرة يمكن أن تحمل السوائل في داخلها للرش. ونلاحظ انه استعمل أيضا لرفع الاسفنجة المملوءة خلا للسيد المسيح عند صلبه (يو 19: 29)  فربما كانت إضافة الزوفا أو أوراقها إلى الخل في اسفنجة يخفف آلام المصلوبين.
ذكرت الزوفا تسع مرات في العهد القديم (خر 12: 22، لا 14: 4 و6 و49، عد 19: 6 و18، 1 مل 4: 13، مز 51: 7)، ومرتين في العهد الجديد.

## أنواع الزوفا
- زوفا ملتبسة (الاسم العلمي:Hyssopus ambiguus)
- زوفا شرافية (الاسم العلمي:Hyssopus cuspidatus)
- زوفا واسعة الشفة (الاسم العلمي:Hyssopus latilabiatus)
- زوفا كبيرة الأزهار (الاسم العلمي:Hyssopus macranthus)
- زوفا مخزنية (الاسم العلمي:Hyssopus officinalis)
- زوفا مخرزية الشكل (الاسم العلمي:Hyssopus subulifolius)